# ایران در بازی‌های جهانی
ایران، رسماً جمهوری اسلامی ایران از سال ۱۹۹۳ در بازی‌های جهانی شرکت می‌کند.

## جدول مدالها

### مدال‌های بر پایه بازی
| بازی‌ها         | طلا        | نقره       | برنز       | مجموع      | رتبه       |
| -------------- | ---------- | ---------- | ---------- | ---------- | ---------- |
| ۱۹۸۹–۱۹۸۱      | شرکت نکرد. | شرکت نکرد. | شرکت نکرد. | شرکت نکرد. | شرکت نکرد. |
| 1993 The Hague | ۰          | ۰          | ۱          | ۱          | ۴۵         |
| 1997 Lahti     | ۰          | ۰          | ۱          | ۱          | ۴۴         |
| 2001 Akita     | ۰          | ۰          | ۰          | ۰          | —          |
| 2005 Duisburg  | شرکت نکرد. | شرکت نکرد. | شرکت نکرد. | شرکت نکرد. | شرکت نکرد. |
| 2009 Kaohsiung | ۰          | ۰          | ۰          | ۰          | —          |
| 2013 Cali      | ۰          | ۱          | ۱          | ۲          | ۵۰         |
| 2017 Wrocław   | ۲          | ۸          | ۱          | ۱۱         | ۲۴         |
| مجموع          | ۲          | ۹          | ۴          | ۱۵         |            |

### مدال‌ها بر پایه رشته
| ورزش              | طلا | نقره | برنز | جمع |
| ----------------- | --- | ---- | ---- | --- |
| تیراندازی با کمان | ۰   | ۱    | ۰    | ۱   |
| بیلیارد           | ۰   | ۰    | ۱    | ۱   |
| جوجیتسو           | ۰   | ۲    | ۱    | ۳   |
| کاراته            | ۱   | ۴    | ۲    | ۷   |
| موی تای           | ۰   | ۲    | ۰    | ۲   |
| سنگ نوردی         | ۱   | ۰    | ۰    | ۱   |
| جمع               | ۲   | ۹    | ۴    | ۱۵  |

## فهرست مدال آوران

### ورزش‌های رسمی
| مدال | نام              | بازی‌ها       | ورزش              | رویداد                    |
| ---- | ---------------- | ------------ | ----------------- | ------------------------- |
| برنز | سعید آشتیان      | ۱۹۹۳ لاهه    | کاراته            | کومیت مردان ۷۵ کیلوگرم    |
| برنز | علیرضا کتیرایی   | ۱۹۹۷ لختی    | کاراته            | کومیت مردان ۷۵ کیلوگرم    |
| نقره | مسعود جلیلوند    | ۲۰۱۳ کالی    | جوجوتسو           | مبارزات آقایان ۸۵ کیلوگرم |
| برنز | محسن حمیدی       | ۲۰۱۳ کالی    | جوجوتسو           | نبرد مردان ۹۴ کیلوگرم     |
| طلا  | ذبیح‌الله پورشیب  | 2017 Wrocław | کاراته            | کومیت مردان ۸۴ کیلوگرم    |
| طلا  | رضا علی‌پور       | 2017 Wrocław | کوهنوردی ورزشی    | سرعت مردان                |
| نقره | اسماعیل عبادی    | 2017 Wrocław | تیراندازی با کمان | ترکیب فردی مردان          |
| نقره | محسن حمیدی       | 2017 Wrocław | جوجوتسو           | نبرد مردان ۹۴ کیلوگرم     |
| نقره | امیر مهدی‌زاده    | 2017 Wrocław | کاراته            | کومیت مردان ۶۰ کیلوگرم    |
| نقره | علی اصغر آسیابری | 2017 Wrocław | کاراته            | کومیت مردان ۷۵ کیلوگرم    |
| نقره | سجاد گنج‌زاده     | 2017 Wrocław | کاراته            | کومیت مردان +۸۴ کیلوگرم   |
| نقره | حمیده عباسعلی    | 2017 Wrocław | کاراته            | کومیت زنانه +۶۸ کیلوگرم   |
| نقره | علی زرین‌فر       | 2017 Wrocław | موی تایلندی       | ۶۳٫۵ کیلوگرم آقایان       |
| نقره | مسعود مینایی     | 2017 Wrocław | موی تایلندی       | ۷۱ کیلوگرم آقایان         |
| برنز | سهیل واحدی       | 2017 Wrocław | ورزش سرنخ         | اسنوکر باز                |

### ورزش‌های دعوت کننده
| مدال | نام            | بازی‌ها          | ورزش        | رویداد                   |
| ---- | -------------- | --------------- | ----------- | ------------------------ |
| طلا  | حمیدرضا قلی‌پور | ۲۰۰۹ کائوهسیونگ | ووشو        | ساندا مردان ۸۵ کیلوگرم   |
| طلا  | زهرا کریمی     | ۲۰۰۹ کائوهسیونگ | ووشو        | ساندا زنانه ۶۰ کیلوگرم   |
| نقره | فرشاد عربی     | ۲۰۰۹ کائوهسیونگ | ووشو        | نانو و نانگون مردان      |
| برنز | مریم توکلی     | ۲۰۰۹ کائوهسیونگ | ووشو        | ساندا زنان ۵۲ کیلوگرم    |
| طلا  | فرشاد عربی     | ۲۰۱۳ کالی       | ووشو        | نانو و نانگون مردان      |
| طلا  | محسن محمدسیفی  | ۲۰۱۳ کالی       | ووشو        | ساندا آقایان ۶۵ کیلوگرم  |
| طلا  | جواد آقایی     | ۲۰۱۳ کالی       | ووشو        | ساندویچ مردان ۷۵ کیلوگرم |
| طلا  | حمیدرضا قلی‌پور | ۲۰۱۳ کالی       | ووشو        | ساندا مردان ۸۵ کیلوگرم   |
| برنز | امید نصرتی     | 2017 Wrocław    | کیک بوکسینگ | K1 مردان ۸۶ کیلوگرم      |